# Crowdy Bay National Park
Crowdy Bay National Park är en park i Australien. Den ligger i delstaten New South Wales, i den sydöstra delen av landet, omkring 260 kilometer nordost om delstatshuvudstaden Sydney.
Trakten är glest befolkad. Närmaste större samhälle är Old Bar, omkring 17 kilometer sydväst om Crowdy Bay National Park. 
I omgivningarna runt Crowdy Bay National Park växer i huvudsak städsegrön lövskog. Genomsnittlig årsnederbörd är 1 825 millimeter. Den regnigaste månaden är februari, med i genomsnitt 359 mm nederbörd, och den torraste är oktober, med 41 mm nederbörd.